# Protektorát
Protektorát (lat. protectio – ochrana) je označení pro formu státního zřízení. Jedná se o formálně autonomní státní útvar, který je pod ochranou nebo přímou správou jiného státu, příp. společenství států. Protektoráty bývají zřízeny buď na základě mezinárodní smlouvy nebo pouze tak, že dosavadní suverénní stát strpí jeho jednostranné vyhlášení ze strany silnějšího státu. Jde o mezistupeň mezi kolonií a plně suverénním státem, protože vztah mezi ním a ochraňujícím státem je stále mezinárodněprávní.
V protektorátech sice existuje autonomní státní správa, ta je však podřízena protektorovi či nějakému jinému administrátorovi, kterého dosazuje ochraňující stát. V českém povědomí figuruje nejvíce Protektorát Čechy a Morava z období druhé světové války. Ve světě je známý např. Egypt, který byl pod protektorátem Velké Británie.

## Seznam protektorátů podle kontinentů

### Evropa
- Rýnský spolek – První Francouzské císařství
- Protektorát Čechy a Morava – Nacistické Německo
- Bosna a Hercegovina – Rakousko-Uhersko
- Sársko – Francie
- Svobodné město Krakov – Rakouské císařství
- Svobodné území Terst – Velká Británie, USA, Socialistická federativní republika Jugoslávie

### Asie
- Adenský protektorát
- Smluvní Omán – Velká Británie
- Malajská federace – Velká Británie
- Zajordánsko/Jordánsko – Velká Británie
- Francouzská Indočína: Ammán, Laos, Kambodža, Tonkin – Francie

### Afrika
- Basutsko/Lesotho – Velká Británie
- Bečuánsko – Velká Británie
- Egyptský sultanát –  Velká Británie
- Komory – Francie
- Madagaskar – Francie
- Francouzské Maroko – Francie
- Seychely – Francie
- Svazijsko – Velká Británie
- Španělské Maroko – Španělsko
- Tunisko – Francie

### Oceánie
- Gilbertovy a Elliceovy ostrovy – Velká Británie
- Nauru – Německo

### Střední Amerika
- Panamské průplavové pásmo, Panama – USA[zdroj⁠?!]